# 被斬首的聖施洗者約翰 (卡拉瓦喬)
《被斬首的聖施洗者約翰》是一幅由意大利藝術家卡拉瓦喬繪製的油畫，是西方繪畫名作之一。 這幅畫描繪的是施洗者約翰被斬首時，莎樂美在一旁用金盤子承接他的首級的場景。

## 畫作
畫中的另一個女性被認為是希羅底（或者只是一個單純認為這項裁決是錯誤的旁觀者）， 其他兩人分別是發佈斬首命令的獄卒和執行命令的劊子手。意大利很多藝術家對這個故事場景都很熟悉，但這並不像是受聖經啓發，而更多的是受《黃金傳說》的影響。
這幅畫是唯一有卡拉瓦喬簽名的畫作，簽名位於約翰喉嚨流出中的血中。 這幅畫中人物的大小都與真人相仿。
根據約翰·瓦里亞諾（John Varriano）在《卡拉瓦喬：現實主義藝術》 （Caravaggio: the Art of Realism）所說， 這幅畫的背景取材自馬爾他騎士團刑法典中所記載的一所監獄。

## 歷史

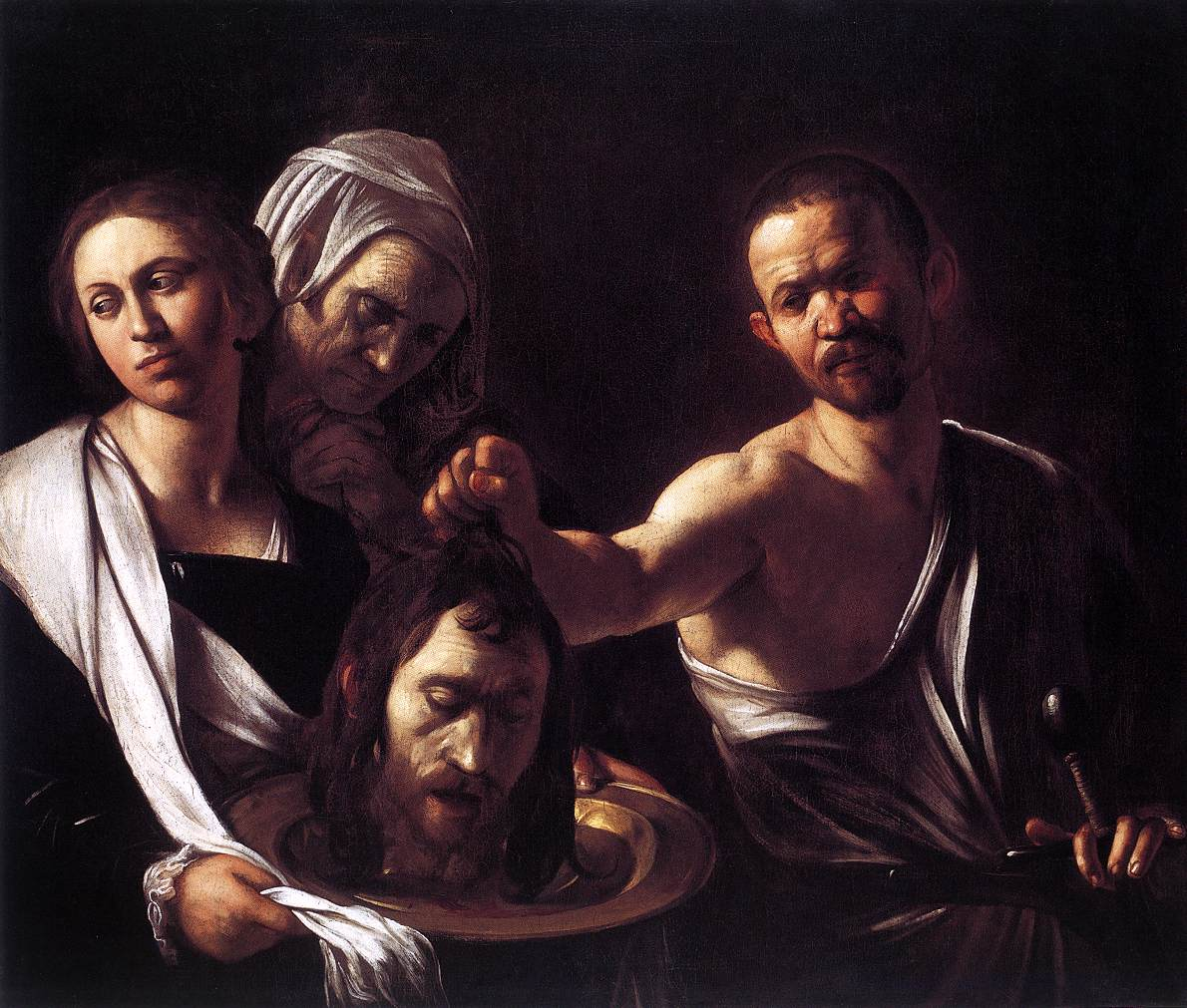
莎樂美與施洗者約翰的頭 (卡拉瓦喬, 倫敦)

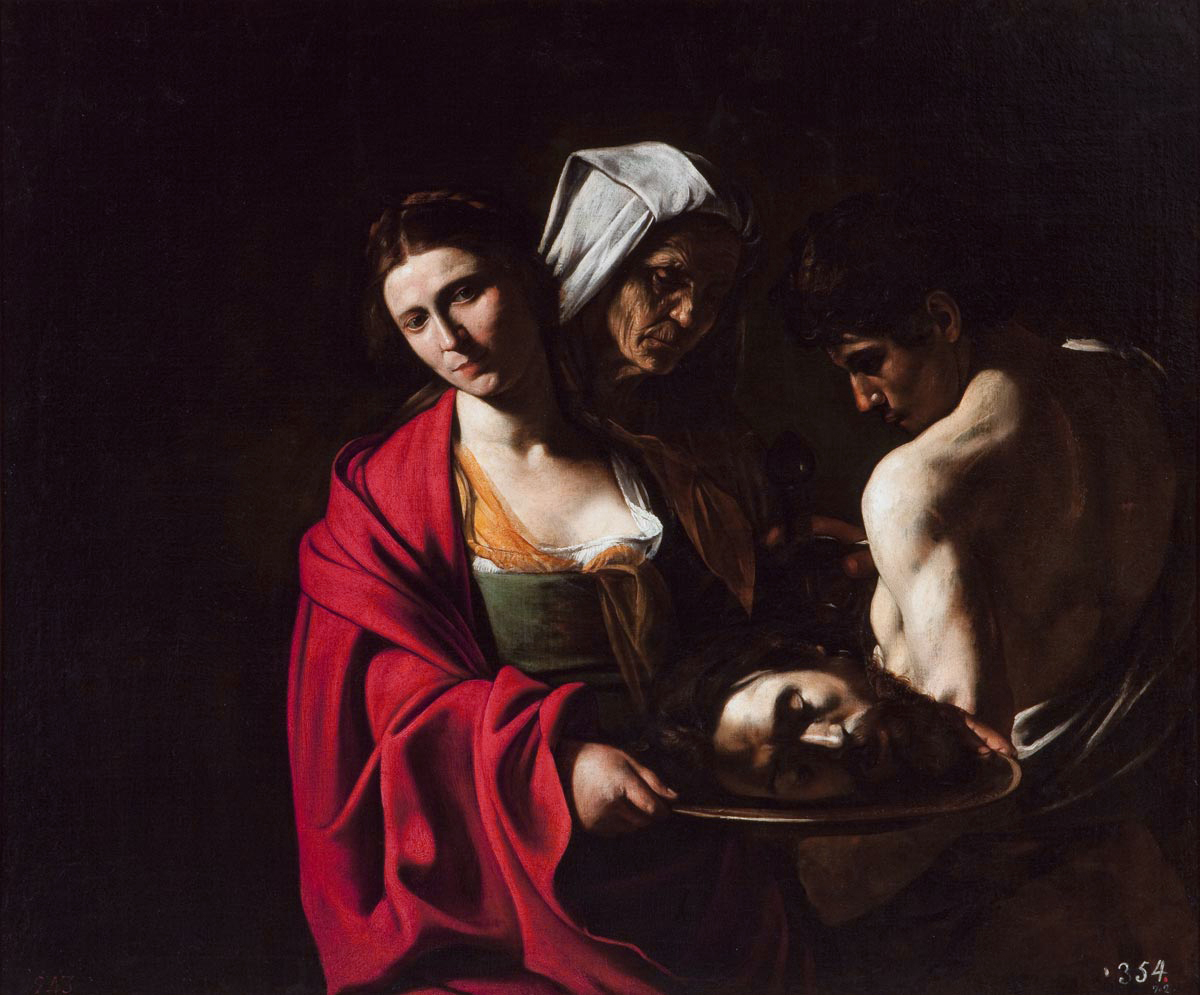
莎樂美與施洗者約翰的頭 (卡拉瓦喬, 馬德里)

這幅畫於1608年完成於馬爾他，它是受馬爾他騎士團委託繪製的單幅祭壇畫， 同時也是卡拉瓦喬繪製過的最大的單幅祭壇畫。 現在這幅畫依然懸掛在馬爾他的聖若望副主教座堂，卡拉瓦喬本人之前也曾在此處受徵召而做了一段時間騎士， 不過時間很短，最終還因為犯了罪行（罪行本身沒有被記錄下來）而被迫逃亡。
之後卡拉瓦喬還繪製了幾副與此畫相關的作品，現分別藏於國家美術館和馬德里王宮。據信這兩幅畫其中之一（不確定）是卡拉瓦喬打算送與馬爾他騎士團團長阿洛夫·德·魏格納科特以解決自己被騎士團驅逐的問題的。
在1955年至1956年著名的羅馬巡展之前，這幅畫於1950年代曾歷經多次修復，  然而仍然難逃嚴重損壞的命運， 不過也正是因這些修復工作使得卡拉瓦喬的簽名出現在了世人眼前。 該簽名引起了許多爭議，因為一些學者認為這個簽名是f. Michelang.o （f 為卡拉瓦喬在兄弟中的排行）， 而不是更常見的說法：I, Caravaggio, did this ——即可能是在懺悔1606年畫家殺死Ranuccio Tomassoniin的罪行——該事件也直接導致卡拉瓦喬逃出羅馬。

### 書籍
- Caravaggio's Maltese inspiration 的存檔，存档日期16 April 2016.
- Jürgen Müller: „Öffnet die Tore!“ Caravaggios Enthauptung Johannes des Täufers in neuer Deutung, in: Kunstgeschichte. Open Peer Reviewed Journal, 2020.  （页面存档备份，存于）

## 外部連結
- 维基共享资源上的相關多媒體資源：被斬首的聖施洗者約翰